# Зілум
Зілум (нім. Silum) — село в Ліхтенштейні. Одне з найбільших сіл, розташованих в муніципалітеті Трізенберг.

## Історія
Село було засноване на місці розрізнених весняних пасовиськ 5 господарів, яким ці території були продані за 300 гульденів. З тих пір село мало змінилося, Зілум є альпійським курортним та сільськогосподарським населеним пунктом. Назва міста походить від старороманського слова «земля». Найвизначнішою будовою є «Курхауз», що збудував Франц Ксав'єр Бек протягом 1914—1919 року. У тридцятих роках він був переданий в оренду компанії Almbruderschaft, господарями якої були люди з нацистської Німеччини. У 1934 р. підприємство брало участь в національній виставці промислової продукції, де були представлені дерев'яні вироби, вироблені в Зілумі.
В 1938 році в селі поселилася родина Зотова-М'ясоєдова, відомого українського художника. Тут Іван Григорович вів життя придворного художника, створюючи портрети членів місцевого князівського будинку й ескізи поштових марок. В 1946 році Чехословацьке генеральне консульство виявило знаходження проживаючих у Ліхтенштейні з фальшивими паспортами Євгенія й Мальвіни Зотових, про що сповістило уряд країни. Зотових позбавили громадянства. В 1948 році Іван Григорович знову потрапив під арешт «за спробу підробки державних кредитних паперів». Ліхтенштейнський суд присудив йому два роки ув'язнення.

## Сучасний стан
Село динамічно розвивається і зростає в останні десятиліття, перетворюючись на важливий населений пункт як муніципалітету Трізенберг, так і Ліхтенштейна в цілому.

## Туризм
Через село проходить міжнародна альпійська гірська стежка Фюрстенштайг.